# Cistudinella foveolata
Cistudinella foveolata es un coleóptero de la familia Chrysomelidae.
Fue descrita científicamente en 1893 por Champion.